# Paul Pigorsch
Paul Pigorsch (* 11. September 1991 in Torgau) ist ein deutscher Sportschütze im Wurfscheibenschießen in der Disziplin Trap.

## Leben und Karriere
Pigorsch kam durch seinen Vater zum Schießsport und schoss zunächst Laufende Scheibe, wechselte aber dann zum Flintenschießen. Mit 15 Jahren startete er erstmalig 2007 bei den Deutschen Meisterschaften in München in der damaligen Klasse der Junioren B des Trap-Wettkampfes und belegte auf Anhieb den vierten Platz. Ein Jahr später in Wiesbaden wurde er Deutscher Meister. Danach folgte 2009 der Einzug in den Juniorenkader und der Beginn der internationalen Karriere mit Starts bei Welt- und Europameisterschaften. Doch die erste Jahre im Juniorenbereich verliefen steinig, Pigorschs beste Platzierungen war der zehnte Platz mit der Mannschaft bei der Weltmeisterschaft 2009 in Maribor und zwei fünfte Plätze, ebenfalls mit der Mannschaft, bei den Europameisterschaften 2010 in Kasan und 2011 in Belgrad.
Nach seinem Wechsel in den Nationalkader 2012 änderte sich zunächst nichts, bis er 2019 beim Weltcup in Al Ain die Bronzemedaille gewann und in Acapulco knapp das Finale verpasste. Beim Weltcup-Finale in Al Ain wurde er Achter. Ein Jahr später war er bei den Europameisterschaften in Osijek unter der Top Ten. 2022 belegte er im Finale beim Weltcup in Changwon der fünften Platz.
2015 war er Teilnehmer bei den Europaspielen in Minsk, wo er im Einzelwettkampf und im Mixed-Team-Wettkampf antrat und die Plätze 28 und 23 belegte.
Paul Pigorsch wurde seit 2007 dreimal Deutscher Meister, fünfmal Vizemeister und erhielt viermal Bronze.